# 五里墩乡
五里墩乡，是中华人民共和国湖南省株洲市芦淞区下辖的一个乡级行政区。这一区域曾被称作五里堆，明朝后改称五里墩。

## 行政区划
五里墩乡下辖以下地区：
五里墩村、新庄村、关口村、百井村、罗塘村、道田村和朱田铺村。

## 交通
- 沪昆铁路：五里墩站